# Az elnök emberei (ötödik évad)
Az elnök emberei ötödik évadjában a legjobb női főszereplő Emmy-díját hozta Allison Janneynek C.J. Cregg sajtószóvivői alakításáért. Az elnök emberei népszerű televíziós sorozat ötödik évadjának részeit az Amerikai Egyesült Államokban 2003. szeptember 24. és 2004. május 19. között sugározta az NBC csatorna a Warner Bros. gyártásában.

## Rövid tartalom
Bartlet elnök lánya elrablása ügyében intézkedik. Ideiglenesen Glenallen Walken konzervatív képviselőházi elnöknek adja át az elnöki széket. A Fehér Ház stábja nehéz helyzetbe kerül, hiszen kötelesek szolgálni a kemény akaratú új elnököt, de emellett hűek akarnak maradni Bartlet felé. Zoey hazakerül, Bartlet visszatérése erőtlen, új alelnök kerül a Fehér Házba, majd végzetes utazás a Gázai övezetbe.

## Epizódok
|  | Alább a cselekmény részletei következnek! |

| Cím | Író(k)                                                                  | Rendező             | Bemutató             | Epizód |
| --- | ----------------------------------------------------------------------- | ------------------- | -------------------- | ------ |
| "Hatalomátvétel" | John Wells                                                              | Alex Graves         | 2003. szeptember 24. | 89     |
| Az adminisztráció aggódik az ideiglenesen elnökként funkcionáló képviselőházi elnök tevékenysége miatt. A titkosszolgálat Zoey után nyomoz. Megérkezik Bartlet másik két lánya és családja az elnöki rezidenciára. Joshék hibának találják Bartlet lemondási döntését. Dennie bejelenti C.J.-nek, hogy a qumari Sharif meggyilkolásáról cikket fog írni. Az új elnök úgy dönt, hogy Danny cikke megjelenése előtt nyilvánosságra hozzák a merényletet. C.J. figyelmezteti Dannyt, hogy hamarabb közölje le a cikkét. A Sharif gyilkosság nyilvánosságra kerül, az elnöki népszerűség jelentősen csökken. First Lady Zoey elrablását a gyilkossággal hozza összefüggésbe és a férjét teszi felelőssé. Törökországban súlyos robbantás történik, melynek hatásra több amerikai és európai turista életét veszti. A qumáriak állnak a merénylet mögött, válaszul Sharif meggyilkoltatására. Walken elnök csapást elrendelését tervezi a qumari táborra, ezzel veszélyeztetve Zoey életét. Bartlet csapata és az új elnök csapata között éles ellentétek rajzolódnak ki. Toby megkezdi a két beszéd megírását. Bartlet-család egy katolikus templomban misét hallgat, amit a családjáért celebrálnak. |                                                                         |                     |                      |        |
| "A háború kutyái" | John Wells                                                              | Christopher Misiano | 2003. október 1.     | 90     |
| Leo egy parkolóházban egy közvélemény-kutatás megbízását adja Angela Berkernek, aki azt jósolja, hogyha Zoey meghalna, akkor Bartlet népszerűsége az egekbe szökne. Josh volt barátnője meglátogatja Josh-t az irodájában. Walken ideiglenes elnök a qumari terroristaszervezetek bázisát bombázza, Abigail és Jed között erősödik a házastársi válság. Az Al-Dzsazira terrorista szervezet bejelenti, hogy ha Qumarból nem vonják vissza az összes amerikai katonát, akkor 24 órán belül megölik Zoey Bartletet. A következő órákban a Szövetségi Nyomozóiroda bejelentést kap, hogy megtalálták Zoeyt egy pajtában. Zoey kulcscsonttörést szenvedett, sokkos állapotban van. Bartlet a "másik" (Zoey halála estén) beszédet használja fel visszatérésekor. |                                                                         |                     |                      |        |
| "Kényes egyensúly" | Carol Flint (teleplay) Carol Flint & Debora Cahn (story)                | Alex Graves         | 2003. október 8.     | 91     |
| Zoey nem alszik rendesen, rémálmok gyötrik, de nem meri bevallani az apjának, hogy magát hibáztatja az emberrablásért. A házelnök nem fogadja el Joshék alelnök javaslatát, helyette benyújtanak az adminisztrációnak egy öt nevet tartalmazó listát. Abigail még mindig nem áll szóba Jeddel. Egy jelentéktelen texasi nevet választanak ki jelöltnek, aki eddig ismert volt középszerűségéről. Robert Russel ezen változtatni akar. |                                                                         |                     |                      |        |
| "Államérdek" | Peter Noah (teleplay) Peter Noah & Mark Goffman and Paula Yoo (story)   | Christopher Misiano | 2003. október 22.    | 92     |
| Észak-Koreából egy híres fiatal zongorista érkezik az elnökhöz koncertezni katonai kísérettel. A bemutatás során egy CD-t ad át Bartletnek ajándékba, ami tartalmazza a disszidálási kérelmét. Hosszabb tanácskozás után úgy dönt az elnök, hogy elutasítja a 23 éves fiú kérését a koreaiakkal folytatott nukleáris program bevezetése miatt. Az amerikaiak tartanak az esetleges kirobbanó konfliktustól, és inkább visszaküldik a fiút. Josh asszisztense közbenjár egy tartózkodó szenátornál, hogy változtassa meg az alelnöki elutasító szavazatát. |                                                                         |                     |                      |        |
| "Szarvashiba" | Eli Attie (teleplay) Eli Attie és Michael Oates Palmer (story)          | Laura Innes         | 2003. október 29.    | 93     |
| Egy demokrata szenátor egy űrkutatási tervre pénzt kér Joshtól, aki elutasítja és megalázza. A szenátor lemond a demokrata párttagságáról és átül a republikánusok közé |                                                                         |                     |                      |        |
| "Égi csapás" | Alexa Junge (teleplay) Alexa Junge & Lauren Schmidt (story)             | Lesli Linka Glatter | 2003. november 5.    | 94     |
| Egy oklahomai kisvárosra tornádó sújt le, rengetegen életüket vesztik vagy a lakói többsége hajléktalanokká válnak. Bartlet a helyszínre látogat és mélyen megrendül az ott érő látványtól. Megpróbál segíteni, lelki vigaszt nyújtani a rászorulóknak a jelenlétével. Közben a Fehér Házban Leo egyre ingerültebben kéreti vissza az elnököt, hiszen súlyos problémákat kéne ott is megoldani. Joshnak a hatáskörét leszűkítik a szenátorral követett baklövése miatt. Számkivetetté válik házon belül is. Az igazán fontos ügyek kikerülnek a kezéből. |                                                                         |                     |                      |        |
| "Patthelyzet" | Paul Redford                                                            | Alex Graves         | 2003. november 12.   | 95     |
| A Legfelsőbb Bíróság elnöke nagyon idős és megrendül az egészsége. Kórházba kerül a kimerültségtől. Bartlet azt szeretné, ha lemondana tisztségéről, amit egyébként haláláig birtokolhat. Toby megkéri a jogtanácsosukat, aki korábban a bírónak szolgált, hogy segítsen közreműködni. Pár nappal később a főbíró ellátogat az Ovális Irodába, ahol felsorolja azokat a jelöltjeit, akikért szívesen lemondana, de ezek a nevek nem megfelelőek Jed számára. Angela Blake reménytelen küzdelmet folytat a költségvetési megbeszéléseken, az óriási deficit mérséklésének érdekében. |                                                                         |                     |                      |        |
| "Nincs alku" | Mark Goffman                                                            | Christopher Misiano | 2003. november 19.   | 96     |
| A házelnöknek más elképzelései vannak a költségvetésről, mint Bartletnek. Az eredeti megállapodásukat a republikánusok módosítják és Bartlet elé 3%-os adócsökkentést visznek. Bartlet nem fogadja el az áthúzódó költségvetési javaslatot, emiatt az alkotmány értelmében bezárják a testületet, azaz az országban közel egymillió közalkalmazottnak haza kell mennie, amíg a Fehér Ház és a Kapitólium meg nem állapodik. A harmadik napon már erőteljesen zuhan Bartlet népszerűsége. Abigail visszatér a Fehér Házba. Josh azt javasolja az elnöknek, hogy látogassák meg a házelnököt az irodájában. Bartlet és kísérete gyalog vonul át a Kapitóliumba, ahol Haffley nem fogadja azonnal Bartletet, mert nem tud mit kezdeni a váratlan helyzettel. Az elnök 7 perc várakozás után visszafordul és hazamegy. Haffley kudarcot vall. Másnap négyszemközt megállapodnak a végleges költségvetésről. |                                                                         |                     |                      |        |
| "Karácsony a Fehér Házban" | Debora Cahn                                                             | Lesli Linka Glatter | 2003. december 3.    | 97     |
| Jedék várják a lányaikat a karácsonyi vacsorához. Elie sokáig dolgozik, váratja magát. Bartlet vege, Doug, bejelenti, hogy indulni akar a kongresszusi képviselői választásokon. Leoék ezt nem tartják jó ötletnek, Josht bízzák meg azzal, hogy közölje Douggal a nemleges támogatást. Doug elsőre nem érti meg az elutasítást. Remek helyzetelőnynek tartja, hogy az apósa az elnök. Jed inkább a lányát támogatná, mint jelölt. A második elutasítást már megérti, de a vacsora hangulata tönkremegy. |                                                                         |                     |                      |        |
| "Viharos jelen" | John Sacret Young (teleplay) John Sacret Young & Josh Singer (story)    | Alex Graves         | 2004. január 7.      | 98     |
| Bartlet nem akar elnöki portrét festetni magáról. Bartleték színházba készülnek az elnök Lincoln mániájának jegyében. Lasiter, volt amerikai elnök váratlanul meghal. Szaúd-Arábiában tüntetnek a fiatalok az általános választójogért. A szaúdi nagykövet Amerika-ellenességről beszél. Az adminisztráció a polgárháború megemlékezésére készül. |                                                                         |                     |                      |        |
| "A kegyelem napja" | Carol Flint                                                             | Christopher Misiano | 2004. január 14.     | 99     |
| Charlie összejön egy fiatal újságírógyakornoklánnyal, akit egy partin ismer meg. Az adminisztráció kiválaszt 35 elítéltet, akik kegyelmi kérvényért folyamodtak az elnökhöz. Mind már a büntetésük jelentős részét letöltötték. Bartlet 3-4 kegyelmet kíván adni. Donnára hárul a feladat, hogy kiválassza a legalkalmasabbakat. Charlie elveszti a bizalmát a barátnőjében, mikor megtudja tőle, hogy fehér házi gyakornoki állást szerzett az újságírói csapatban. Charlie több bizalmas információt közölt a lánnyal. Charlie szakít vele. Tobie piackutatást végeztet a hatékony elnöki beszédért. Bartleték meghívják leot hétvégére, mivel aggódnak érte. Leo exfelesége újraházasodott, és tartanak attól, hogy emiatt Leo újra inni kezd. |                                                                         |                     |                      |        |
| "Hírszomj" | Eli Attie                                                               | Julie Hebert        | 2004. február 4.     | 100    |
| Tobienak zseniális ötlete támad a társadalombiztosítás megreformálására. Ehhez Ganes szenátor segítségére van szüksége, akit a republikánus pártja háttérbe szorított, mivel a szenátor megtapsolta a minimálbéremelést a kongresszusban. Tobie megkeresi az elnököt, hogy maga mellé állítsa. Bartlet biztosítja támogatásáról, de megkéri Tobiet, hogy tárgyalásait szigorúan tartsa titokban még az adminisztráció előtt is. A szenátor bizalmatlan a kommunikációs igazgatóval szemben, majd később Tobie megbeszélései során kudarcot vall, ugyanakkor egy újságíró megírja, hogy Tobie és a szenátor tárgyalásait. Leo felelősségre vonja Tobiet, az elnök tombol. Az egyeztetések során úgy siker megállapodásra jutniuk, hogy a Fehér Ház kimarad az ügyből. A két párt megegyezik, de a közvélemény nem tudja meg, hogy mindez Bartletnek köszönhető. |                                                                         |                     |                      |        |
| "Dzsingisz Kán színre lép" | Peter Noah                                                              | Bill D'Elia         | 2004. február 11.    | 101    |
| A NASA egy csinos hölgy képviseletében megpróbál pénzt szerezni Mars-programjukra Joshon keresztül. A lány kiviszi Josht csillagokat nézni egy teleszkópon keresztül este. Leoék a nukleáris fegyverkezés megakadályozásáért küzdenek Iránnal. Taylor Reed showjában kifigurázza C.J.-t, azaz csirkének szólítja benne. C.J. válaszul bejelentkezik a showba. Az Egyesült Államok urándúsító üzemek ellen bombatámadást indít Irán felé. Josh a NASA-program mellé áll. |                                                                         |                     |                      |        |
| "Veszélyes terepen" | John Wells                                                              | Alex Graves         | 2004. február 18.    | 102    |
| Leo egy régi barátja bajba kerül, mivel olyan repülőgépeket ad el, amik hibásak. A vizsgálóbizottság meghallgatásain Leo tanúskodni akar a barátja mellett, amit az adminisztráció és az elnök sem javasol, mivel Leo régen Kenny cégénél dolgozott. Leo bízik Kenny ártatlanságában. A vietnámi háborúban lettek barátok, ahol Kenny megmentette Leo életét. Kenny közben milliárdos vállalkozó lett, jótékonykodik és több társadalmi tisztséget is ellát. Josh beszél Hunt szenátorral Leo utasítására, hogy megismerje a vizsgálat részleteit. Leo beszél a barátjával, amikor Kenny megvallja hibáit és hogy kenőpénzt fizetett a hibák eltussolásáért. Leo kiborul. Bartlet továbbra is tiltakozik az elnöki portré festése ellen. Közben eltűnik két pilóta Észak-Koreában. Katonákat küldenek a megmentésükért. C. J. bemegy Reed showjába és felülkerekedik a házigazdán. Abigail Bartlet bejelenti C.J.-nek, hogy önkéntesként beáll dolgozni éjszakai műszakban egy drogklinikán. |                                                                         |                     |                      |        |
| "A nagy leleplezés" | Lawrence O'Donnell Jr.                                                  | Lesli Linka Glatter | 2004. február 25.    | 103    |
| Hoynes, volt alelnök könyvet készül írni a Fehér Házról és az adminisztrációról. A könyv előtt megjelenik egy cikk az egyik újságban, ami Bartlet embereiről tár fel bizalmas információkat, azaz magánbeszélgetésekről nyilatkozik. Bartleték cáfolnak minden állítást benne. C. J. meglátogatja Honest, az alelnök hibáinak listájával, hogy rávegye a könyv elvetésére. Honesra hat a lista, és visszalép a publikálástól. |                                                                         |                     |                      |        |
| "Fertőző kutatás" | Alexa Junge                                                             | Llewellyn Wells     | 2004. március 3.     | 104    |
| Elie Bartlet HPV kutatáson dolgozik egy magánalapítványnál. A cég a HIV kutatásra szánt 2 milliárd dollárból jelentős támogatást kap. Egy konzervatív képviselő támadásba veszi az alapítványt, Elie szerepét összefüggésbe hozza a támogatással. Bartlet nehezen tűri, ha a családját támadásba veszik. Elie nem hajlandó nyilatkozni az ügyben, de C. J. rábeszélésre mégis sajtótájékoztatót tart. |                                                                         |                     |                      |        |
| "Mentő ötlet" | Debora Cahn                                                             | Jessica Yu          | 2004. március 24.    | 105    |
| Josh asszisztense véletlenül koszorút küld a súlyosan beteg legfelsőbb bíróság elnökének. Joshék behívnak egy demokrata bírót, akit jelölnének a legfelsőbb bíróság tagjai közé. A nőnek abortusza volt, ami megnehezítheti a jelölést. Ugyanakkor radikális nézeteket vall abortuszkérdésekben. Joshékat elbűvöli Evelyn Baker Lang, és harcra szállnak a jelöléséért. Az adminisztráció ellene van. C.J. bulvárszenzációtól tart. Bartlet felveteti Evelynt a rövid listára. Bartlet azt javasolja, hogy Joshék beszéljenek Ashland bíróval a javaslatukról. Josh azzal az ötlettel áll elő, hogy Evelynt javasolják a legfelsőbb bíró elnökének, és az igazságügyi bizottság javasoljanak egy konzervatívot a bíróságba. Ashland bírónak tetszik a javaslat, hogy a helyére kerüljön Lang bírónő. Josh megegyezik a bizottsággal a jelölésről. Toby exfelesége bejelenti Tobynak, hogy két hétre Gázába utazik. Toby ellenzi a küldetést az út veszélyessége miatt. A bizottság olyan jelöltet javasol, aki ellen Bartlet és az adminisztrációja erőteljesen tiltakozik. |                                                                         |                     |                      |        |
| "A szóvivő napja" | Lauren Schmidt                                                          | Alex Graves         | 2004. március 31.    | 106    |
| C. J. egy napját mutatja be a Fehér Házban egy televíziós stáb közvetítésében. |                                                                         |                     |                      |        |
| "A nagy hajcihő" | Eli Attie                                                               | Richard Schiff      | 2004. április 21.    | 107    |
| Az informatikai szövetség 17 ezer programozói állást akar áttelepíteni Indiába. Josh egyezett meg a céggel, amiben nem volt benne ez a megállapodás. Josh tart a kommunikációs szakszervezet támadásától. Donna megsértődik, amiért Josh nem viszi el őt Brüsszelbe. Mellőzöttnek érzi magát, és súlyosan összekülönbözik Josh-val. Új biztonsági ügynök érkezik a Fehér Házba, aki reformokat javasol. Josh nem tud megállapodni a informatikai szövetséggel, hogy megakadályozza az áttelepítést. A képviselő a szabadkereskedelemre hivatkozik, és hogy az indiai programozói bér csak 10 dollár az amerikai 40 dollárral szemben. Josh kényszerül a döntést a szakszervezettel közölni. |                                                                         |                     |                      |        |
| "Karantén" | Carol Flint & Debora Cahn (teleplay) Carol Flint & Mark Goffman (story) | Julie Hebert        | 2004. április 28.    | 108    |
| A Fehér Házban ismeretlen vegyi anyag riadót észlelnek, ami miatt lezárják a Házat. Bartletet a titkárával és a titkárnőjével leviszik az orvosi szobába. Le kell zuhanyozniuk és vizsgálatokat végeznek rajtuk. Toby Willel kerül egy szobába zárva, ahol végigveszekedik ezeket az órákat. C.J. Donnával szorul be egy szobába. Josh az új biztonsági tanácsadóval, Leo pedig a First Ladyval. Éles vitát folytatnak azon, mert Leo szerint nem okos dolog az, hogy Abbie önkéntesként dolgozik egy drogklinikán, Abbie nem hajlandó feladni az állását. Pár órával később föloldják a karantént, azzal, hogy csak tesztelték a rendszert. |                                                                         |                     |                      |        |
| "Merénylet Gázában" | Peter Noah                                                              | Christopher Misiano | 2004. május 12.      | 109    |
| Andy, Donna és Fitz admirális Gázába utazik. Az autójukat felrobbantják, Fitz életét veszti, Donna súlyos sérüléseket szenved, a lábán többszörös nyílt csonttörést és a tüdeje összeesik, Németországba szállítják. Donna az előző napokban folyamatosan beszámolókat írt Joshnak a kint tartózkodásáról. Közben megismerkedett egy fotográfussal, akivel romantikus kapcsolatba került. A fotós szeme láttára történik a merénylet is. |                                                                         |                     |                      |        |
| "Gyász és harag" | John Sacret Young & Josh Singer                                         | Christopher Misiano | 2004. május 19.      | 110    |
| Josh Németországba utazik Donnához. A fotós is befut a kórházba, amit Josh féltékenyen szemlél. |                                                                         |                     |                      |        |

## Lásd még
- Harmadik évad
- Negyedik évad